# VfL Lübeck-Schwartau
VfL Lübeck-Schwartau ist der Name der 1. Handball-Männermannschaft des VfL Bad Schwartau, die seit der Saison 2017/18 unter ihrem aktuellen Namen antritt. Die Abteilung ist seit 2002 in die HM Handball Marketing Spielbetriebs GmbH & Co. KG (vormals HM Handball Marketing GmbH) mit Sitz in Lübeck ausgegliedert. Ihre voll haftende und zur Geschäftsführung berechtigte Komplementärin ist die HM Handball Marketing GmbH. Ihr Geschäftsführer ist Martin Murawski.
Die Mannschaft spielte bis zur Auflösung der „SG VfL Bad Schwartau-Lübeck“ und dem Umzug als HSV Hamburg nach Hamburg in der Bundesliga und gewann 2001 den DHB-Pokal. Fortan spielte der Verein in der drittklassigen Regionalliga Nordost und spielt seit der Saison 2008/09 in der 2. Bundesliga. Die Mannschaft trägt ihre Heimspiele in der Hansehalle in Lübeck aus.

## Gründung des VfL Bad Schwartau
Gegründet wurde er im Jahre 1863 als Männerturnverein Bad Schwartau. Im Laufe der Zeit fusionierten damit der Schwartauer ATSV Eichenkranz von 1898, die Schwartauer Turnerschaft von 1910 und der Schwartauer Ballspielclub von 1912. Der VfL Bad Schwartau ist mit etwa 2.700 Mitgliedern der zweitgrößte Sportverein im Kreis Ostholstein.

## Geschichte der Handballabteilung
1966 qualifizierte sich der VfL Bad Schwartau hauchdünn (nur über den besseren Heimspiel-Torquotienten) nach zwei engen Viertelfinalspielen gegen den Polizei SV Hildesheim in der Norddeutschen Meisterschaft  für die erste Spielzeit der Handball-Bundesliga, welche damals noch zweigleisig war. Nach zwei Spielzeiten stiegen die Schwartauer wieder ab, schafften jedoch in der folgenden Saison den sofortigen Wiederaufstieg. Der höchsten deutschen Liga gehörte der VfL bis 1976 an, nach der die Mannschaft in der Relegationsspielrunde Frisch Auf Göppingen unterlag.
1980 stiegen die Schwartauer aus der zweitklassigen Regionalliga in die Oberliga ab, es gelang jedoch der direkte Wiederaufstieg in die ab 1981 wegen der Einführung der 2. Bundesliga allerdings nur noch drittklassige Regionalliga Nord. 1986 stieg der VfL in die 2. Bundesliga auf, schaffte jedoch nicht den Klassenerhalt. In der darauffolgenden Saison stieg der VfL mit dem neuen Trainer Vlado Stenzel nochmals auf. Nach der Verpflichtung von Erhard Wunderlich schaffte der VfL, sich in der 2. Bundesliga zu etablieren.
1989 übernahm Zvonimir Serdarušić das Traineramt. Unter seiner Leitung stieg der VfL 1990 wieder in die 1. Bundesliga auf. Nach der erfolgreichen Zweitligasaison verließ „Noka“ jedoch den Verein.
Nach zwei Spielzeiten stieg die Mannschaft aus der Marmeladenstadt wieder ab. Trotz des Abgangs von 14 Spielern schafften die Schwartauer umgehend die unerwartete Rückkehr in die höchste Spielklasse. Hier verblieb das Team bis 1996. Nach zweijähriger Bundesligaabstinenz kehrten die Handballer anschließend erneut in die Eliteliga zurück.
Ab 1999 spielte die erste Mannschaft in einer Spielgemeinschaft mit dem eigens hierfür gegründeten HSV Lübeck als SG VfL Bad Schwartau. In der Saison 2000/01 gewannen die Schwartauer den DHB-Pokal. Zur Saison 2002/03 wurde die Spielgemeinschaft gelöst und der HSV Lübeck übernahm den Bundesligaplatz des VfL Bad Schwartau nach einem Standortwechsel als HSV Hamburg. Die bisherige zweite Mannschaft des VfL Bad Schwartau war nun die neue erste. Sie trat in der drittklassigen Regionalliga Nordost an. Im Sommer 2006 scheiterte der VfL nur knapp (ein Punkt fehlte) am Aufstieg in die 2. Bundesliga. Ab dem Sommer 2007 wurde die Mannschaft vom Spielertrainer Thomas Knorr trainiert. Unter seiner Leitung schaffte der VfL in der Saison 2007/2008 den Aufstieg in die 2. Bundesliga und qualifizierte sich 2011 für die eingleisige 2. Bundesliga. Im Oktober 2011 übernahm Tobias Schröder nach einem missratenen Saisonstart den Trainerposten. Nach nur drei Monaten Amtszeit trat er aus privaten Gründen zurück. Anschließend übernahm Torge Greve das Traineramt.
Seit dem 1. Juli 2017 tritt die 1. Männermannschaft aus Vermarktungsgründen unter den Namen VfL Lübeck-Schwartau an.

### Trivia
Der VfL Bad Schwartau ist mit fünf Abstiegen (inklusive des Rückzugs 2002) gemeinsam mit dem TuS N-Lübbecke „Rekordabsteiger“ aus der 1. Handball-Bundesliga.
Der VfL Lübeck-Schwartau fördert aktiv den Handballsport am Leibniz-Gymnasium Bad Schwartau. Dazu wurde 2024 mit dieser Bildungseinrichtung eine Kooperation vereinbart.

## Mannschaft

### Kader für die Saison 2025/26
| Nr. | Nat.      | Name                | Position | Geburtstag | seit | Letzter Verein                |
| --- | --------- | ------------------- | -------- | ---------- | ---- | ----------------------------- |
| 12  | Deutscher | Paul Dreyer         | TW       | 23.11.2001 | 2022 | Neusser HV                    |
| 26  | Deutscher | Dennis Hein         | TW       | 01.07.1996 | 2023 | ATSV Stockelsdorf             |
| 49  | Deutscher | Nils Conrad         | TW       | 24.07.2001 | 2020 | TUSEM Essen                   |
| 4   | Deutscher | Paul Holzhacker     | RA       | 16.05.2002 | 2024 | TuS Spenge                    |
| 6   | Däne      | Rasmus Houmøller    | KM       | 08.01.2003 | 2024 | Mors-Thy Håndbold             |
| 10  | Deutscher | Ole Hagedorn        | RL       | 14.10.2003 | 2022 | VfL Horneburg                 |
| 13  | Deutscher | Ole Schramm         | RL       | 28.12.1999 | 2025 | 1. VfL Potsdam                |
| 14  | /         | Paul Skorupa        | KM       | 09.07.1999 | 2021 | HSG Krefeld                   |
| 20  | Deutscher | Leon Ciudad Benitez | KM       | 04.06.2002 | 2022 | THW Kiel                      |
| 22  | Deutscher | Magnus Holpert      | RM       | 01.02.2002 | 2025 | SønderjyskE Håndbold          |
| 23  | Deutscher | Janik Schrader      | RR       | 21.09.1999 | 2017 | eigene Jugend                 |
| 24  | Deutscher | Alexander Hartwig   | LA       | 04.02.2003 | 2025 | Handball Sport Verein Hamburg |
| 25  | Deutscher | Patrik Längst       | RL       | 26.10.2000 | 2024 | HC Erlangen                   |
| 31  | Däne      | Oliver Juhl         | RR       | 31.03.2001 | 2024 | Skive fH                      |
| 34  | Deutscher | Thore Heinemann     | KM       | 09.08.2003 | 2024 | HSG Eider Harde               |
| 42  | Däne      | Einar Nickelsen     | RL       | 30.12.2002 | 2023 | FIF                           |
| 45  | Deutscher | Jan-Eric Speckmann  | LA       | 13.01.1995 | 2022 | TuS N-Lübbecke                |
| 73  | Däne      | Lukas Emdorf        | RL       | 09.05.2005 | 2024 | GOG                           |
| 91  | Israeli   | Nadav Cohen         | RA       | 18.10.2002 | 2024 | Caen Vikings                  |

### Transfers zur Saison 2025/26
| Zugänge              | Zugänge           | Zugänge                       |
| Nation               | Name              | abgebender Verein             |
| -------------------- | ----------------- | ----------------------------- |
| Deutschland          | Magnus Holpert    | SønderjyskE Håndbold          |
| Deutschland          | Alexander Hartwig | Handball Sport Verein Hamburg |
| Deutschland          | Ole Schramm       | 1. VfL Potsdam                |
| Stand: 14. Juni 2025 |                   |                               |

| Abgänge              | Abgänge     | Abgänge                       |
| Nation               | Name        | aufnehmender Verein           |
| -------------------- | ----------- | ----------------------------- |
| Niederlande          | Niko Blaauw | TuS N-Lübbecke                |
| Niederlande          | Kaj Geenen  | Handball Sport Verein Hamburg |
| Stand: 9. April 2025 |             |                               |

## Die Saisonbilanzen seit 2007/08
| Saison   | Spielklasse          | Platz | Spiele | Tore      | Diff. | Punkte |
| -------- | -------------------- | ----- | ------ | --------- | ----- | ------ |
| 2007/08  | Regionalliga Nordost | 01    | 30     | 1046:0795 | 215   | 53:07  |
| 2008/09  | 2. Bundesliga Nord   | 08    | 34     | 1067:1016 | 052   | 36:32  |
| 2009/10  | 2. Bundesliga Nord   | 06    | 32     | 1042:1030 | 012   | 35:29  |
| 2010/11  | 2. Bundesliga Nord   | 04    | 32     | 0948:0881 | 067   | 41:23  |
| 2011/12  | 2. Bundesliga        | 12    | 38     | 1064:1075 | −11   | 35:41  |
| 2012/13  | 2. Bundesliga        | 05    | 36     | 0984:0953 | 031   | 39:33  |
| 2013/14  | 2. Bundesliga        | 09    | 36     | 0992:0974 | 018   | 39:33  |
| 2014/15  | 2. Bundesliga        | 11    | 38     | 0975:0961 | 014   | 40:36  |
| 2015/16  | 2. Bundesliga        | 13    | 40     | 1016:1027 | −11   | 34:46  |
| 2016/17  | 2. Bundesliga        | 6     | 38     | 0994:0936 | 058   | 46:30  |
| 2017/18  | 2. Bundesliga        | 3     | 38     | 0981:0910 | 071   | 52:24  |
| 2018/19  | 2. Bundesliga        | 5     | 38     | 0980:0929 | 051   | 50:26  |
| 2019/201 | 2. Bundesliga        | 12    | 24     | 0566:0585 | −19   | 20:28  |
| 2020/21  | 2. Bundesliga        | 10    | 36     | 0944:0979 | −35   | 34:38  |
| 2021/22  | 2. Bundesliga        | 10    | 38     | 1073:1079 | 0−6   | 36:40  |
| 2022/23  | 2. Bundesliga        | 12    | 36     | 1011:1011 | 0±0   | 33:39  |
| 2023/24  | 2. Bundesliga        | 9     | 34     | 0985:1009 | −19   | 32:36  |
| 2024/25  | 2. Bundesliga        | 12    | 34     | 0958:0971 | −13   | 30:38  |

1 Saisonabbruch aufgrund der COVID-19-Pandemie
|  | Aufstieg in die 2. Bundesliga |

## Bekannte ehemalige Spieler
- Anders Bäckegren
- Sigurður Bjarnason
- Michael Dogs
- Jörg Engelhardt
- Jonas Ernelind
- Peter Gerfen
- Johnny Jensen
- Juri Knorr
- Thomas Knorr
- Marek Kordowiecki
- Jens Kürbis
- Peter Leidreiter
- Peter Möller
- Wolfgang Schwenke
- Goran Stojanović
- Pierre Thorsson
- Adrian Wagner
- Daniel Waszkiewicz
- Erhard Wunderlich